# Баблішвілі Гурам Михайлович
Баблішві́лі Гура́м Миха́йлович (5 вересня 1980, Тбілісі, СРСР) — російський актор театру і кіно грузинського походження. Випускник тбіліського Театрального інститут імені Шота Руставелі.

## Сім'я
31 травня 2012 року дівчина Гурама Баблішвілі Анфіса Чехова народила первістка на ім'я Соломон. У серпні наступного року з'явилася інформація, що Гурам зробив Анфісі пропозицію, однак будь-яких інших відомостей стосовно майбутнього весілля не було.

## Творчий доробок

### Фільмографія
| Рік       |   | Українська назва                                    | Оригінальна назва                                  | Роль                       |
| --------- | - | --------------------------------------------------- | -------------------------------------------------- | -------------------------- |
| 1991      | ф | Ближнє коло                                         | Ближний круг                                       | епізод                     |
| 2006      | ф | Союз без сексу                                      | Союз без секса                                     | Чурчен                     |
| 2006      | с | Студенти-International                              | Студенты-International                             | Хаджі-Мурат                |
| 2007      | с | Захист проти                                        | Защита против                                      | Автанділ                   |
| 2008      | с | Жорстокий бізнес                                    | Жестокий бизнес                                    | Теймураз                   |
| 2008      | с | Закон та порядок: Відділ оперативних розслідувань-3 | Закон и порядок: Отдел оперативных расследований-3 | епізод                     |
| 2008      | с | Звіробій                                            | Зверобой                                           | епізод                     |
| 2008      | ф | Золотий ключик                                      | Золотой ключик                                     | Анзор                      |
| 2008      | с | Я — тілоохоронець                                   | Я — телохранитель                                  | Реваз, син Шалви           |
| 2009      | ф | Дім, милий дім                                      | Дом, милый дом                                     |                            |
| 2009      | с | Злочин буде розкрито-2                              | Преступление будет раскрыто-2                      | Давид                      |
| 2009      | с | Хранитель                                           | Хранитель                                          | епізод                     |
| 2010      | ф | Берія. Програш                                      | Берия. Проигрыш                                    | Серго Берія                |
| 2010      | с | Варенька. І в горі, і в радощах                     | Варенька. И в горе, и в радости                    | Шико, брат Зари            |
| 2010      | с | Справа Крапивіних                                   | Дело Крапивиных                                    | епізод                     |
| 2010      | ф | Стомлені сонцем 2: Предстояння                      | Утомлённые солнцем 2: Предстояние                  | курсант Кацетадзе          |
| 2010—2011 | с | Все на краще                                        | Всё к лучшему                                      | Тенгіз                     |
| 2010—2011 | с | Інститут благородних дівиць                         | Институт благородных девиц                         | Ріфат-паша                 |
| 2011      | с | Глухар-3                                            | Глухарь-3                                          | Гасан                      |
| 2012      | с | Вороніни                                            | Воронины                                           | ведучий турецького весілля |
| 2011      | с | Дикий-3                                             | Дикий-3                                            | Семен Борода               |
| 2012      | ф | Москва. Три вокзали                                 | Москва. Три вокзала                                | Муртазін                   |
| 2012      | с | Під прикриттям                                      | Под прикрытием                                     | Артур Атальянц             |
| 2012      | ф | Провісник Омар Хаям. Хроніка легенди                | Прорицатель Омар Хайям. Хроника легенды            | Абу Разак                  |
| 2012      | с | Світлофор                                           | Светофор                                           | Арсен                      |
| 2013      | с | Вероніка. Біглянка                                  | Вероника. Беглянка                                 | Хорхе                      |
| 2013      | ф | Кур'єрський особливої важливості                    | Курьерский особой важности                         | Георгій Гоглідзе           |
| 2013      | с | Син батька народів                                  | Сын отца народов                                   | футболіст Джеджулава       |
| 2013      | с | Тайна інституту благородних дівиць                  | Тайна института благородных девиц                  | Ріфат-паша                 |
| 2014      | ф | ЧБ                                                  | ЧБ                                                 |                            |